# Infiniti Q30
La Infiniti Q30 est une automobile compacte produite par le constructeur automobile japonais Infiniti, filiale haut de gamme de Renault-Nissan-Mitsubishi. Elle est dévoilée au salon de Francfort 2015 et sa production a débuté de 2016 à 2019.

## Concept
Un concept car présenté fin 2013 préfigure cette voiture.

## Design
L'extérieur est, contrairement à la plate-forme, d'origine Infiniti.
On retrouve des lignes complexes et ondulantes très jolies. 

## Châssis
L'Infiniti Q30 utilise le châssis de la Mercedes-Benz Classe A IV (2012-2018).

## Carrosseries

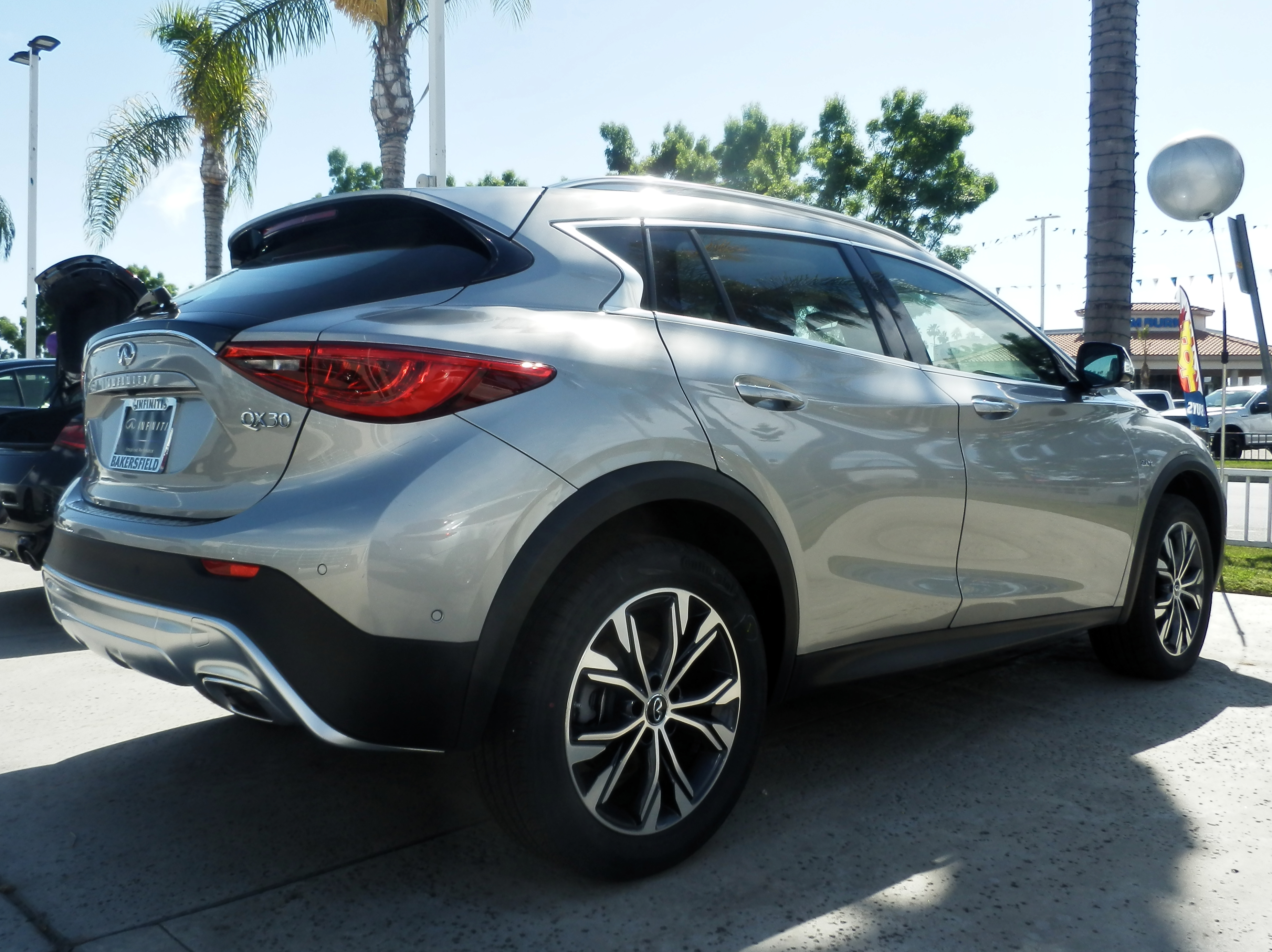
Infiniti QX30

L'Infiniti Q30 est dérivée en SUV avec l'Infiniti QX30. 

## Motorisations
En essence, en 2019, l'offre est composée d'un bloc de 122 ch, un autre de 156 ch et le dernier de 211 ch. Ce dernier est décliné en version 4 × 4 AWD.

Un seul diesel est proposé, délivrant 170 ch et disponible en 4 × 4 AWD lui aussi. Cette alternative nécessite un surplus de 4 830 € comparé à la version "normale".

## Finitions
- 2015: Business, Business Executive, Premium et Premium City Black.
- 2016-2017: Business, Business Exécutive, Premium, Premium City Black, Premium Café Teak, Premium Gallery White et City Black Edition.
- 2018: Business, Business Exécutive, Premium, Premium Tech, Sport et Luxe.
- 2019-2020: Luxe, Sport, Pure,  Luxe Tech et Port Tech.